# An Awesome Wave
| Recensione | Giudizio |
| ---------- | -------- |
| Metacritic | 71/100   |
| Rockol.it  | [ 7 ]    |
| Allmusic   | [ 1 ]    |

An Awesome Wave è l'album di debutto del quartetto indie rock inglese Alt-J, pubblicato il 25 maggio 2012.
Nel momento dell'uscita, l'album si è piazzato alla tredicesima posizione della classifica Official Albums Chart ed è entrato nelle classifiche di Belgio, Francia, Paesi Bassi e Svizzera.
La copertina dell'album rappresenta un'immagine radar multistrato del delta del fiume Gange, in Bangladesh, ottenuta da un satellite dell'European Space Agency.
Nel 2015, la canzone "Something Good" è stata utilizzata nel secondo episodio del videogioco Life Is Strange.

## Tracce
Testi di Joe Newman.
1. Intro – 2:37 (musica: Unger-Hamilton, Newman)
2. Ripe & Ruin – 1:12 (musica: Newman, Unger-Hamilton)
3. Tessellate – 3:02 (musica: Unger-Hamilton, Sainsbury)
4. Breezeblocks – 3:47 (musica: Newman)
5. Interlude II – 1:17 (musica: Newman)
6. Something Good – 3:38 (musica: Newman, Unger-Hamilton, Green)
7. Dissolve Me – 3:59 (musica: Unger-Hamilton, Newman)
8. Matilda – 3:48 (musica: Newman, Unger-Hamilton)
9. Ms – 3:59 (musica: Newman, Unger-Hamilton)
10. Fitzpleasure – 3:39 (musica: Newman, Unger-Hamilton)
11. Interlude III – 0:53 (musica: Unger-Hamilton)
12. Bloodflood – 4:09 (musica: Newman)
13. Taro – 5:05 (musica: Unger-Hamilton, Newman)
14. Hand-Made (traccia fantasma) – 2:37 (musica: Newman)

## Formazione
- Joe Newman - voce, chitarra solista, chitarra acustica
- Gus Unger-Hamilton - tastiere, sintetizzatori, voce
- Thom Green - batteria, percussioni
- Gwil Sainsbury - chitarra ritmica, basso, cori